# Redwood Falls
Redwood Falls é uma cidade localizada no estado americano de Minnesota, no Condado de Redwood e Condado de Renville.

## Demografia
Segundo o censo americano de 2000, a sua população era de 5459 habitantes.
Em 2006, foi estimada uma população de 5194, um decréscimo de 265 (-4.9%).

## Geografia
De acordo com o United States Census Bureau tem uma área de
12,4 km², dos quais 12,1 km² cobertos por terra e 0,3 km² cobertos por água. Redwood Falls localiza-se a aproximadamente 259 m acima do nível do mar.

## Localidades na vizinhança
O diagrama seguinte representa as localidades num raio de 20 km ao redor de Redwood Falls.